# Choma (Lykien)
Choma (altgriechisch Χῶμα) war eine antike Stadt in der kleinasiatischen Landschaft Lykien in der heutigen türkischen Provinz Antalya beim jetzigen Dorf Hacımusalar.
Choma gehörte vermutlich zum Lykischen Bund. In der römischen Kaiserzeit, als die Stadt Teil der Provinz Lycia et Pamphylia war, wird es bei Plinius dem Älteren und Claudius Ptolemäus erwähnt. Es gibt Münzen aus dem 1. Jahrhundert v. Chr. und der Zeit Gordians III. Im 2. Jahrhundert n. Chr. spendete der Euerget Opramoas der Stadt 7000 Denare für eine Stoa und einen Kaisertempel. Auf ein spätantikes Bistum der Stadt geht das Titularbistum Choma der römisch-katholischen Kirche zurück.
Choma wurde mit Hilfe von Inschriften auf einem Hügel in der Ebene von Elmalı lokalisiert. Es gibt keine Reste der Stadt in situ, nur Architekturspolien in nahegelegenen Dörfern. Von 1994 bis 1996 wurde der Ort von der Bilkent-Universität archäologisch untersucht.